# La Ciudad Descubierta
La Ciudad Descubierta es un yacimiento arqueológico musealizado situado en el subsuelo del edificio del Ayuntamiento de Alicante, en la Plaza del Ayuntamiento. Este espacio expositivo permite contemplar los restos de la antigua ciudad medieval islámica de Medina Laqant, así como vestigios de épocas anteriores y posteriores, que abarcan desde la época romana hasta la Edad Moderna.

## Historia
Durante las obras de ampliación del edificio consistorial en la década de 1990, se descubrieron importantes restos arqueológicos que evidenciaban la presencia de estructuras urbanas superpuestas de distintas épocas. Estos hallazgos llevaron a la creación de un espacio musealizado que permite al público conocer la evolución histórica de la ciudad de Alicante desde sus orígenes.

## Descripción
El recorrido por La Ciudad Descubierta permite observar:
- Restos de la muralla medieval islámica del siglo XII, construida con sillares de piedra y tapial, que delimitaba la medina de Laqant.
- Viviendas adosadas a la muralla, con elementos arquitectónicos característicos de la época islámica.
- Calles empedradas y estructuras urbanas que muestran la organización de la ciudad en distintas épocas.
- Restos de edificaciones de épocas posteriores, incluyendo elementos renacentistas y barrocos.

El espacio está acondicionado con pasarelas y paneles informativos que facilitan la comprensión del contexto histórico y arqueológico de los restos.

## Importancia
La Ciudad Descubierta es un testimonio tangible de la evolución urbana de Alicante a lo largo de los siglos. Su musealización permite a los visitantes comprender la superposición de culturas y estilos arquitectónicos que han conformado la ciudad actual. Además, es un ejemplo destacado de integración del patrimonio arqueológico en el entorno urbano contemporáneo.